# Lumea (arhipelag)
Lumea (cunsocut și ca: Arhipelagul Lumea, The World sau The World Islands; în arabă: جزر العالم; Juzur al-Ālam) este un arhipelag artificial construit în forma planeglobului, în Golful Persic, la o distanță de 4 kilometri (2,5 mile) de Dubai, Emiratele Arabe Unite.

## Legături externe
- Nakheel.com: The World Arhivat în 13 februarie 2018, la Wayback Machine.
- Independent marine biologist, Professor Valencic's views on The World Arhivat în 30 octombrie 2013, la Wayback Machine.
- "The Heart of Europe" website